# Black River (Terre-Neuve)
Pour les articles homonymes, voir Black River.
Black River est un village canadien situé sur l'île de Terre-Neuve dans la province de Terre-Neuve-et-Labrador. Il est situé près de la route 210.

## Annexe